# مرغ بهشتی شاه زاکسن
مرغ بهشتی شاه زاکسن (نام علمی: Pteridophora alberti) نام یک گونه از تیره مرغ بهشتی است.